# Alexandre Guyodo
Alexandre Guyodo (né le 19 juin 1922 à Mesquer et mort le 7 avril 2014 à Saint-Nazaire) est un athlète français, spécialiste du 3 000 mètres steeple.

## Biographie
Il est champion de France du 3 000 mètres steeple en 1949 et 1950. 
Il participe aux Jeux olympiques de 1948 à Londres où il termine quatrième de la finale du 3 000 mètres steeple. Il est aussi cinquième des Championnats d'Europe d'athlétisme 1950 à Bruxelles.
De sérieux problèmes de vue lui obligent à arrêter sa carrière sportive en 1952. Il devient par la suite professeur d'éducation physique, puis kinésithérapeute. Il est nommé athlète du siècle de la ville de Saint-Nazaire en 2000.